# تشارلز غروسفينور
تشارلز غروسفينور (بالإنجليزية: Charles Grosvenor)‏ هو رسام رسوم متحركة ومخرج أمريكي، ولد في 2 يونيو 1952 في هيلزديل في الولايات المتحدة.

## وصلات خارجية
- تشارلز غروسفينور على موقع IMDb (الإنجليزية)
- تشارلز غروسفينور على موقع ألو سيني (الفرنسية)
- تشارلز غروسفينور على موقع أول موفي (الإنجليزية)
- تشارلز غروسفينور على موقع قاعدة بيانات الأفلام السويدية (السويدية)
- تشارلز غروسفينور على موقع قاعدة بيانات الفيلم (الإنجليزية)
- تشارلز غروسفينور على موقع كينوبويسك (الروسية)